# Kombat (miasto)
Kombat – miejscowość w północno-wschodniej Namibii, w regionie Otjozondjupa, położona pomiędzy Otavi i Grootfontein.